# Parvipsitta pusilla
Il lorichetto minore (Glossopsitta pusilla sin. Parvipsitta pusilla) è un uccello della famiglia degli Psittaculidi.